# 紀元前260年代
紀元前260年代（きげんぜんにひゃくろくじゅうねんだい）は、西暦による紀元前269年から紀元前260年までの10年間を指す十年紀。

## できごと

### 紀元前264年
- 第1次ポエニ戦争が勃発した。

### 紀元前260年
- 長平の戦い。秦が趙に大勝。
- 紀元前260年頃 - アショーカ王、カリンガを征服。次いで、仏教に帰依する。

## 死去
- ティベリウス・センプロニウス・ロングス - 共和政ローマのコンスル（紀元前210年 -）